# 語幹用法
語幹用法（ごかんようほう）とは、日本語において形容詞を活用語尾まで言わずに語幹の部分で言い切る語法。古典語では形容動詞にも当てはまる。主に感動や驚きを表すのに用いられる。

## 形態
形態としては、語幹と一致するが、機能としては連用形としても解釈しうる。「甘酸っぱい」「面白おかしい」の「甘」「面白」は語幹だが、「甘く酸っぱい」「面白くおかしい」の省略形であるとも謂える。ただし、「赤黒い」の「赤」は形容詞の語幹でも名詞でもあるので、解釈は複数ありうる。なお、形容詞のうち語幹が名詞と一致する語は「赤い」「青い」「黒い」「白い」であり、「名詞→形容詞」となったとも考えられる。「黄色い」「茶色い」はその例とみなせる。

## 使用実態
歴史的に古くからある用法であり、俗語でもなければ誤用でもない。しかし、使用には地域差があり、中部地方から九州地方にかけて盛んに用いられるのに対し、東日本ではほとんど用いられてこなかった（例えば、痛みを覚えた際、西日本では「いた！」と言う人が多いが、東日本では「いたい！」や「いてえ！」と言う人が多い）。東日本における語幹用法の使用は、テレビなどのマスメディアを通じて、若者世代を中心に急速に広まったと考えられている。
急速な使用の拡大から、東日本では語幹用法を「若者言葉」や「日本語の変化」と捉える人々も存在し、それを踏まえて文化庁は語幹用法を平成22年度国語に関する世論調査の調査対象とした。国語に関する世論調査では、「寒っ」「すごっ」「短っ」「長っ」「うるさっ」の5種類について、どの程度使われているか、また気にされているかが調査された。その結果、「寒っ」では「自分も使う（又は，使うことがあると思う）し，他人が言うのも気にならない」と回答した人が6割を超え、「自分は使わないし，他人が言うのも気になる」と回答した人は1割に留まった。「寒っ」以外では「自分も使う（又は，使うことがあると思う）し，他人が言うのも気にならない」と回答した人は2〜3割台に減少したが、それでも「自分は使わないが，他人が言うのは気にならない」と回答した人が4割前後あり、「自分は使わないし，他人が言うのも気になる」と回答した人は1〜2割台に留まった。
ただし、これはハレの場では使われず、ケ（褻。くだけた日常の場）でのみ使われるという解釈もある(ハレとケ)。「苦い」を「にっがぁあ！」、「早い」を「早っ！」と表現することは、ケの場であるバラエティ番組の場面では珍しくない。

## 語幹用法の作り方
古典語においては、感動詞「あな」などとともに用いたり、語幹の後ろに終助詞「や」などを付けたりすることが多い。
- 古典語の語幹用法の例[2]
  - うれし→あな、うれし（『竹取物語』火鼠の皮衣）
  - めでたし→あな、めでたや（『徒然草』236段）
  - うまげなり→あな、うまげ、ただ一口（『今昔物語集』巻27の15）

現代語においては、語幹用法を文字化する際、末尾に小書きの「つ」を添えることがある。しかし、促音は前後の音節に挟まれていなければ発音できないので、実際には促音ではない。語幹の部分を長音化させることも多い。
- 現代語の語幹用法の例
  - 早い→はや！／はやー！／はっやー！
  - 痛い→いた！／いたー！／いったー！
  - 怪しい→あやし！／あやしー！／あっやしー！